# Žižavica
Žižavica (cyr. Жижавица) – wieś w Serbii, w okręgu jablanickim, w mieście Leskovac. W 2011 roku liczyła 168 mieszkańców.